# Фортуин, Бьорн
Бьорн Карл Фортуин (англ. Bjorn Carl Fortuin, также известный как Имаад Фортуин англ. Imaad Fortuin; род. 21 октября 1994, Паарл, Западно-Капская провинция) — южноафриканский профессиональный игрок в крикет, который с сентября 2019 года выступает за национальную сборную ЮАР по крикету.

## Клубная карьера
Он был включен в состав команды по крикету «North West» на Кубок Африки T20 2015 года. В августе 2017 года он был включен в состав команды «Durban Qalandars» на первый сезон Глобальной лиги T20. Однако, в октябре 2017 года федерация крикета ЮАР изначально отложила турнир до ноября 2018 года, а вскоре после этого его отменили.
В июне 2018 года он был включен в состав команды «Highveld Lions» на сезон 2018/2019 года. В октябре 2018 года он был включен в состав «Paarl Rocks» на первый сезон турнира Mzansi Super League T20. Он был ведущим игроком по взятию калиток на турнире CSA T20 Challenge 2018/2019, с пятнадцатью удалениями в десяти матчах. В августе 2019 года на ежегодной церемонии награждения Cricket South Africa он был назван игроком сезона CSA T20 Challenge.
В сентябре 2019 года он был включен в состав команды «Paarl Rocks» на турнир Mzansi Super League 2019. В апреле 2021 года он был включен в состав команды «Gauteng» перед сезоном 2021/2022. 1 апреля 2022 года в первом дивизионе CSA One-Day Cup 2021–22 Фортуин сделал свой первый рывок с пятью калитками в крикете списка A.

## Международная карьера
В августе 2019 года он был включен в состав сборной ЮАР на турнир Twenty20 International (T20I) на матч против сборной Индии. 18 сентября 2019 года в матче против Индии он дебютировал в составе сборной ЮАР на T20I. В январе 2020 года он был включен в состав сборной ЮАР на Однодневный международный матч (ODI) на матч против Англии. 7 февраля 2020 года в матче против Англии он дебютировал в составе сборной ЮАР на турнире ODI.
В сентябре 2021 года Фортуин был включен в состав сборной ЮАР на чемпионат мира по крикету среди мужчин в турнире T20.
В мае 2024 года он был включен в состав сборной ЮАР на турнир ICC Men's T20 World Cup.

## Личная жизнь
24 апреля 2021 года Фортуин принял ислам, взяв мусульманское имя Имаад. Он стал вторым южноафриканским международным игроком в крикет после Уэйна Парнелла, принявшим ислам.